# マンガン青銅
マンガン青銅（マンガンせいどう、英語: manganese bronze、フランス語: bronze manganésé）は、マンガンを含む黄銅（真鍮）のことである。組成からマンガン黄銅（マンガンおうどう）とも呼ばれる。スズを含まない合金であるにもかかわらず「マンガン青銅」と呼ばれるのは、「青銅」の語が「銅合金」という意味でも用いらることに由来する。
七三黄銅、六四黄銅の亜鉛を数％のマンガンに置き換えたものをいい、強度が増すため、船舶、造機、鉱山機械などの部品に用いられている。鋳造したものはスクリューやシリンダ、弁など、圧延したものはタービン翼、ネジ、ボルトなどに利用される。さらにマンガンを5-15％添加することにより、引っ張り強さと耐熱性が強化される。また、アルミニウム、スズ、ニッケル、鉄を少量添加することでさらに性能が増すという。黄銅にマンガン3%、アルミニウム2%、鉄1.5%を添加した合金は特に高力黄銅と呼ばれ、高い強度を持つ。
なお、亜鉛を含まない銅とマンガンの合金や、その改良合金はマンガン青銅とは普通呼ばず、これらはマンガン銅と呼ばれる。